# Operacja Sledgehammer
Operacja Sledgehammer – kryptonim niedoszłej do skutku alianckiej operacji desantowej na francuskim wybrzeżu, która miała na celu otwarcie „drugiego frontu” w Europie jesienią 1942 roku.

## Historia
W 1942 roku ważyły się losy wojny na wschodzie. Mimo sukcesu w bitwie pod Moskwą, Armia Czerwona była wciąż zbyt słaba, aby przejąć inicjatywę na froncie. Natomiast Wehrmacht po zimowych porażkach, wiosną odbudowywał swą potęgę, aby latem wznowić ofensywę i zadać sowieckim wojskom ostateczny cios. Radziecka dyplomacja ponaglała zatem swych zachodnich sojuszników, aby jak najszybciej otworzyli drugi front w celu odciążenia Armii Czerwonej. Brytyjczycy, sami ponoszący ówcześnie porażki na Atlantyku i w Afryce Północnej, odmówili. Natomiast swoje wsparcie obiecał Sowietom prezydent Franklin Delano Roosevelt.
Plan operacji został sporządzony wiosną 1942 roku przez departament planowania strategicznego US Army pod kierownictwem Dwighta Eisenhowera. Zakładał on desant ograniczonych sił amerykańsko-brytyjskich (6 dywizji) w północno-zachodniej Francji w celu zdobycia dużego portu (Brest lub Cherbourg) i uchwycenia przyczółka dla większej operacji zaczepnej w późniejszym terminie (po zakończeniu rozbudowy amerykańskiego kontyngentu w Wielkiej Brytanii).
Żołnierze mieli zostać dostarczeni do brzegów Francji na okrętach brytyjskich, a wspierać ich miało 5800 samolotów (w tym 2550 brytyjskich). Po wylądowaniu mieli zostać wsparci przez dwanaście dywizji dosłanych z Anglii. Następnie siły miały być wzmacniane o 100 tys. żołnierzy tygodniowo, do stanu 1 mln żołnierzy.
Na wielu odcinkach francuskiego brzegu znajdowały się umocnienia chroniącego go Wału Atlantyckiego. Władze brytyjskie uważały, że wróg broniący się na lądzie zawsze ma przewagę. Dlatego inwazja musi zostać poprzedzona specjalnymi przygotowaniam: nalotami na niemieckie fabryki (aby osłabić przemysł zbrojeniowy), atakami na wybrzeże Morza Śródziemnego (aby Niemcy rozproszyli swe siły) i pracą tajnych służb, które wprowadziłyby Niemców w błąd, co do miejsca lądowania. Wielka Brytania nie mogła jednak odrzucić planu, ponieważ była silnie uzależniona od wspierających ją dostaw amerykańskich (Lend-Lease Act).
Desant pierwotnie miał nastąpić 15 września 1942 roku. Następnie datę jego realizacji przesunięto na 1943 rok, aby skorelować go z operacją Round-up (desant 30 dywizji pomiędzy Hawrem a Boulogne).
Plan spotkał się z poważnymi obiekcjami Brytyjczyków, a po katastrofie desantu w Dieppe w sierpniu 1942 roku, zrezygnowano z niego na rzecz operacji Torch.